# Irene MacDonald
Irene Margaret MacDonald (Hamilton, 22 novembre 1933 – Delta, 20 giugno 2002) è stata una tuffatrice canadese.

## Biografia
Ha rappresentato il Canada ai Giochi olimpici di Melbourne 1956 e Roma 1960, vincendo in Australia la medaglia di bronzo nel concorso dei tuffi dal trampolino 3 metri, concludendo la gara alle spalle delle statunitensi Patricia McCormick e Jeanne Stunyo.

## Palmarès
- Giochi olimpici

Melbourne 1956: bronzo nel trampolino 3 metri;